# سمندرهای پوست‌زبر
سردهٔ سمندرهای پوست‌زبر (نام علمی: Taricha) از چهار گونه سمندرک بسیار سمی در تیرهٔ سمندران (Salamandridae) تشکیل شده است. نام رایج آنها سمندرک اقیانوس آرام است، گاهی نیز سمندرهای غربی. چهار گونه در این سرده عبارتند از سمندر کالیفرنیا، سمندرک پوست‌زبر، سمندرک شکم‌قرمز و سمندر سیرا، که همگی در منطقه ساحلی اقیانوس آرام از جنوب آلاسکا تا جنوب کالیفرنیا یافت می‌شوند و یک گونه احتمالاً در محدودهٔ شمال باخا کالیفرنیا، مکزیک یافت می‌شود.